# Comoé
Comoé je národní park na Pobřeží slonoviny rozkládající se mezi při řece Komoé. Díky rostlinné rozmanitosti v parku byl Comoé v roce 1983 zapsán na seznam světového dědictví UNESCO. V roce 2003 byl zařazen i mezi světové dědictví v ohrožení, jelikož park ohrožovali pytláci a nedostatek odborného řízení. Ze seznamu památek v ohrožení byl vyjmut v roce 2017.